# The Angry Birds Movie
The Angry Birds Movie är en finsk-amerikansk datoranimerad komedifilm baserad på spelserien Angry Birds. Den är regisserad av Clay Kaytis och Fergal Reilly, producerad av John Cohen och Catherine Winder och skriven av Jon Vitti. Filmens röstroller görs av bland andra Jason Sudeikis, Josh Gad, Danny McBride, Maya Rudolph, Bill Hader och Peter Dinklage.
Filmen hade biopremiär den 20 maj 2016 i USA och den 13 maj i Sverige.
Den svenska versionen är dubbad, och bland de svenska rösterna märks Nassim Al Fakir, Adam Fietz, Fredde Granberg, Jens Hultén, Alex Kantsjö, Allan Svensson och Cecilia Wrangel Schough.

## Rollista på engelska (urval)
- Jason Sudeikis – Red[8][9]
- Josh Gad – Chuck[8]
- Danny McBride – Bomb[8]
- Maya Rudolph – Matilda[8]
- Bill Hader – Leonard / King Mudbeard[9]
- Peter Dinklage – the Mighty Eagle[8]
- Kate McKinnon – Stella, Eva[10]
- Sean Penn – Terence
- Tony Hale – Ross, Mime, Cyrus[10]
- Anthony Padilla – Hal[8]
- Ian Hecox – Bubbles[8]
- Keegan-Michael Key – Judge Peckinpah
- Charli XCX – Willow
- Tituss Burgess – Photog[10]
- Billy Eichner – Chef Pig, Phillip
- Hannibal Buress – Edward[8]
- Ike Barinholtz – Tiny[8]
- Max Charles – Bobby
- Jillian Bell – Bobby’s Mom[8]
- Cristela Alonzo – Shirley[8]
- Danielle Brooks – The Crossing Guard Bird[10]
- Romeo Santos – Early Bird[8]
- Geoffrey Arend – Day Care Teacher
- Ava Acres – Timothy
- Alex Borstein – Sophie Bird, Peggy Bird
- Josh Robert Thompson – Brad Bird, Dane the Saxophone Bird
- Fred Tatasciore – Monty Pig
- John Cohen – Johnny Bird
- Clay Kaytis – Clayton the Waiter Bird
- Fergal Reilly – Foreman Pig

## Svenska röster
- Fredde Granberg – Red
- Nassim Al Fakir – Chuck
- Jens Hultén – Bomb
- Alex Kantsjö – Leonard / Kung Lerskägg
- Cecilia Wrangel – Matilda
- Allan Svensson – Den mäktiga örnen
- Adam Fietz – Domare Pickeklo
- Per Andersson – Ross
- Rachel Mohlin – Shirley
- Ellen Bergström – Stella
- Anders Timell – Cyrus
- Simon Kachoa – Bubblan
- William Spetz – Hal

## Musik

### Soundtrack
The Angry Birds Movie: Original Motion Picture Soundtrack är soundtrackalbumet för The Angry Birds Movie. Albumet släpptes den 6 maj 2016.

### Låtlista
| Nr  | Titel                           | Framförd av     | Längd |
| --- | ------------------------------- | --------------- | ----- |
| 1.  | Friends                         | Blake Shelton   | 3:04  |
| 2.  | I Will Survive                  | Demi Lovato     | 4:05  |
| 3.  | Wonderful Life (Mi Oh My)       | Matoma          | 3:30  |
| 4.  | On Top of the World             | Imagine Dragons | 3:12  |
| 5.  | Explode                         | Charli XCX      | 3:45  |
| 6.  | Never Gonna Give You Up         | Rick Astley     | 3:34  |
| 7.  | Rock You Like a Hurricane       | Scorpions       | 4:16  |
| 8.  | Fight                           | Steve Aoki      | 3:52  |
| 9.  | Wild Thing                      | Tone Lōc        | 4:25  |
| 10. | Sound of da Police              | KRS-One         | 4:18  |
| 11. | Behind Blue Eyes                | Limp Bizkit     | 4:31  |
| 12. | The Mighty Eagle Song           | Peter Dinklage  | 2:06  |
| 13. | The Mighty Red Song             | The Hatchlings  | 0:47  |
| 14. | Medley: Angry Birds Movie Score | Heitor Pereira  | 3:18  |

| Nr  | Titel                         | Längd |
| --- | ----------------------------- | ----- |
| 1.  | Red on the Run                | 2:31  |
| 2.  | Birthday Party                | 2:32  |
| 3.  | Bird Court                    | 4:32  |
| 4.  | Billy Fight                   | 1:32  |
| 5.  | This is Going to be Awful     | 2:13  |
| 6.  | Terence and Bomb              | 3:58  |
| 7.  | Boat Approaches               | 1:51  |
| 8.  | Poetry Time                   | 2:11  |
| 9.  | Leonard                       | 2:15  |
| 10. | The Trampoline                | 3:12  |
| 11. | Who Are These Weirdos?        | 1:35  |
| 12. | Look What I Found!            | 1:49  |
| 13. | Paint Your Pain               | 2:02  |
| 14. | Does None of This Seem Wrong? | 1:11  |
| 15. | I Need Your Help              | 2:26  |
| 16. | Lake of Wisdom                | 1:27  |
| 17. | I Think He Saw Us             | 1:59  |
| 18. | Helium, It's a Gas            | 1:19  |
| 19. | I Used to Believe in You      | 4:13  |
| 20. | They're All Gone              | 1:27  |
| 21. | Build a Boat                  | 2:13  |
| 22. | Arrive at Piggy Island        | 1:28  |
| 23. | Ready, Aim, Fire!             | 3:39  |
| 24. | Risky Idea                    | 4:10  |
| 25. | Chuck Time                    | 0:46  |
| 26. | We Want Eggs!                 | 7:31  |
| 27. | Nothing Like a Statue         | 4:14  |
| 28. | Home Tweet Home               | 1:01  |
| 29. | Mighty Red                    | 0:47  |
| 30. | Roomies                       | 1:23  |
| 31. | Red's Demo                    | 2:08  |
| 32. | Piggy Demo                    | 3:08  |